# Arsenij Tarkovskij
Arsenij Aleksandrovitj Tarkovskij (ryska: Арсе́ний Алекса́ндрович Тарко́вский), född den 25 juni (12 juni enl. gamla stilen) 1907 i Jelizavetgrad i Kejsardömet Ryssland, död den 27 maj 1989 i Moskva i Sovjetunionen, var en sovjetisk diktare och översättare.

## Biografi
Tarkovskij föddes 1907 i Jelizavetgrad. 1924 flyttade han till Moskva, där han studerade och försörjde sig som översättare och tolkare av poesi från språk han inte behärskade fullt ut: arabiska, turkmeniska, georgiska och armeniska. Han har översatt verk av bland andra al-Maarri, Nezami, Sajat-Nova och Adam Mickiewicz. 
Under andra världskriget arbetade Tarkovskij först som krigskorrespondent och deltog sedan även som soldat i striderna nära Moskva, samt vid 1:a vitryska fronten och 2:a Baltiska fronten. Han skadades allvarligt 1943 och tvingades amputera ett ben.
Hans första diktsamling, Pered snegom ('Innan snön', på ryska Перед снегом), publicerades 1962, då han var 55 år. Samma år debuterade även hans son filmregissören Andrej Tarkovskij med Ivans barndom och fick sitt internationella genombrott vid filmfestivalen i Cannes.
Tarkovskij är utgiven på svenska i urvalet En klase syrener (1985). Han avled i Moskva 1989 och tilldelades postumt Sovjetunionens statliga pris.